# Spilogona natalensis
Spilogona natalensis är en tvåvingeart som beskrevs av Zielke 1971. Spilogona natalensis ingår i släktet Spilogona och familjen husflugor. Inga underarter finns listade i Catalogue of Life.